# Cyril Judd
Cet article court présente un sujet plus développé dans : Judith Merril et Cyril M. Kornbluth.
Cyril Judd est le nom de plume sous lequel Judith Merril et Cyril M. Kornbluth ont signé conjointement deux romans : "L'enfant de Mars", qui parait de mai à juillet 1951 dans Galaxy Science Fiction sous le titre "Mars child", et qui sera repris en volume chez Abelard Press en 1952 sous le titre "Outpost Mars" ; le second intitulé "Le fusilier Cade" (titre original "Gunner Cade"), qui parait dans la revue Astounding Science Fiction de mars à mai 1952 et qui sera repris en volume chez Simon & Schuster en 1952.
"L'enfant de Mars' parait en France tout d'abord dans la revue Galaxie éditée par Nuit & Jour, dans les numéros 47 (Octobre 1957) et 48 (Novembre 1957), dans une traduction non-créditée, puis sera repris en volume dans la collection Le masque - science-fiction (n°84), aux éditions du Masque / Librairie des Champs-Elysées, au début de l'année 1979. 
"Le fusilier Cade" paraît dans la même collection (n°100) à la fin de la même année. Bruno Martin assure la traduction de ces deux publications en volumes.[Lesquels ?].